# Zoila friendii
Espèce
Répartition géographique
Synonymes
- Cypraea friendii

Zoila friendii (anciennement Cypraea) est une espèce de mollusques gastéropodes marins appartenant à la famille des Cypraeidae.
- Répartition : ouest de l’Australie.
- Longueur : 10 cm.